# Copa CONCACAF de 2015
A Copa CONCACAF de 2015 (ou Copa CONCACAF Scotiabank de 2015, por motivos de patrocínio) foi a 1ª edição da Copa CONCACAF, competição criada para escolher o representante da entidade na Copa das Confederações de 2017. Estados Unidos, vencedor da Copa Ouro de 2013 e México, vencedor da Copa Ouro de 2015, enfrentaram-se em partida única no Estádio Rose Bowl, em Pasadena (Estados Unidos), em 10 de outubro de 2015.

## Histórico
Embora a Copa Ouro seja realizada a cada dois anos, antes de 2013, apenas o campeão da edição que foi realizada dois anos antes da Copa das Confederações tinha o direito de classificar como representante da CONCACAF. Por exemplo, o México venceu a Copa Ouro de 2011 e se classificou para a Copa das Confederações de 2013, enquanto a Copa Ouro de 2013 era disputada logo após a Copa das Confederações, não dando oportunidade do atual campeão, e possivelmente a equipe mais forte da Confederação ser a representante.
Em 5 de abril de 2015, a CONCACAF anunciou a introdução de um Playoff. Começando a partir da Edição 2017 da Copa das Confederações, o representante da CONCACAF será decidido por um jogo de eliminação entre as duas equipes que ganharam as edições da Copa Ouro pré Copa das Confederações. O presidente da CONCACAF, Jeffrey Webb, disse que "este Playoff permitirá que o vencedor de cada edição da Copa Ouro tenha a mesma oportunidade competitiva para representar CONCACAF a nível internacional." Caso o mesmo país vença as duas edições da Copa Ouro, não haverá nenhuma necessidade para o Playoff e a equipa irá classificar-se diretamente para a Copa das Confederações.
No dia 27 de agosto de 2015, a CONCACAF noticiou que o nome oficial do envento seria Copa CONCACAF. Confirmando também, que além de garantir a vaga para a Copa das Confederações, gera um novo título para disputa.
Na sequência da decisão a CONCACAF rompeu sua afiliação com a Traffic Sports EUA devido ao caso de corrupção da FIFA em 2015, a parceira da Major League Soccer, a empresa Futebol United Marketing, foi escolhida como representante comercial para a disputa do torneio.

## Equipes Qualificadas
- Os Estados Unidos se qualificaram após vencer o Panamá em 28 de julho de 2013, pela final da Copa Ouro de 2013, jogando em casa.

- O México se qualificou após vencer a Jamaica em 26 de julho de 2015, pela final da Copa Ouro de 2015, também nos Estados Unidos.

## Formato de Disputa
A CONCACAF anunciou, em 23 de Julho de 2015, que o torneio seria jogado em partida única, em 09 de outubro de 2015, nos Estados Unidos. Após o final da Copa Ouro de 2015, em 26 de julho, a CONCACAF anunciou que o Estádio Rose Bowl, em Pasadena, seria a sede. A data foi posteriormente alterada para 10 de Outubro de 2015, a fim de permitir que os fãs desfrutassem de um dia de festividades, incluindo o Futbol Fiesta, uma área de interatividade para os fãs na parte posterior do Estádio.

## O Jogo
| 10 de outubro | Estados Unidos                      | 2 – 3       | México                                                       | Estádio Rose Bowl, Pasadena |
| 18:35 (UTC-7) | Geoff Cameron 15' · Bobby Wood 108' | Prorrogação | 10' Javier Hernández · 96' Oribe Peralta · 118' Paul Aguilar | Árbitro: ELS Joel Aguilar   |

| Estados Unidos | México |

| ESTADOS UNIDOS:  |    |                  |  |  |      |
|                  |    |                  |  |  |      |
| G                | 1  | Brad Guzan       |  |  |      |
| LD               | 23 | Fabian Johnson   |  |  | 111' |
| Z                | 20 | Geoff Cameron    |  |  |      |
| Z                | 5  | Matt Besler      |  |  | 52'  |
| LE               | 7  | DaMarcus Beasley |  |  |      |
| M                | 15 | Kyle Beckerman   |  |  |      |
| M                | 13 | Jermaine Jones   |  |  |      |
| M                | 9  | Gyasi Zardes     |  |  | 78'  |
| M                | 4  | Michael Bradley  |  |  | 87'  |
| A                | 17 | Jozy Altidore    |  |  | 98'  |
| A                | 8  | Clint Dempsey    |  |  |      |
| Substituições:   |    |                  |  |  |      |
| M                | 3  | Brad Evans       |  |  | 111' |
| M                | 2  | DeAndre Yedlin   |  |  | 78'  |
| A                | 11 | Bobby Wood       |  |  | 98'  |
| Técnico:         |    |                  |  |  |      |
| Jürgen Klinsmann |    |                  |  |  |      |

| MÉXICO:          |    |                     |  |     |     |
|                  |    |                     |  |     |     |
| G                | 12 | Moisés Muñoz        |  |     |     |
| LE               | 22 | Paul Aguilar        |  | 21' |     |
| Z                | 15 | Héctor Moreno       |  | 43' |     |
| Z                | 5  | Diego Reyes         |  |     |     |
| LE               | 7  | Miguel Layún        |  |     |     |
| M                | 4  | Rafael Márquez      |  | 76' |     |
| M                | 16 | Héctor Herrera      |  |     |     |
| M                | 18 | Andrés Guardado     |  | 80' |     |
| A                | 9  | Raúl Jiménez        |  |     |     |
| A                | 19 | Oribe Peralta       |  | 35' |     |
| A                | 14 | Javier Hernández    |  | 98' |     |
| Substituições:   |    |                     |  |     |     |
| G                | 3  | José Arturo Rivas   |  | 76' |     |
| D                | 10 | Jesús Manuel Corona |  | 98' |     |
| D                | 17 | Javier Güémez       |  | 80' | 95' |
| Técnico:         |    |                     |  |     |     |
| Ricardo Ferretti |    |                     |  |     |     |

## Premiação
| Copa CONCACAF de 2015       |
| México                      |
| --------------------------- |
| México Campeão (1.º título) |